# Jack Taylor (calciatore 1914)
John Taylor, più conosciuto come Jack Taylor (Barnsley, 15 febbraio 1914 – Barnsley, 22 febbraio 1978) è stato un allenatore di calcio e calciatore inglese, di ruolo difensore.

## Biografia
Anche suo fratello minore Frank era un calciatore professionista; i due per alcuni anni giocarono anche insieme nel Wolverhampton.

## Carriera

### Giocatore
Nella stagione 1931-1932, al debutto tra i professionisti, ha vinto la seconda divisione inglese con il Wolverhampton, club con cui ha poi trascorso sei stagioni giocando in prima divisione fino al 1938 quando, dopo complessive 79 presenze in partite di campionato, è stato ceduto al Norwich City: con i Canaries, pur restando in rosa fino al 1947, ha giocato di fatto solamente due campionati (gli unici di quel periodo risparmiati dall'interruzione dovuta agli eventi bellici della seconda guerra mondiale), uno in seconda ed uno in terza divisione, per un totale di 50 partite giocate. Dal 1947 al 1949 gioca invece in terza divisione all'Hull City, con cui vince anche un campionato trascorrendo poi la stagione 1949-1950 in seconda divisione, per un totale di 72 presenze con le Tigers, grazie alle quali arriva ad un bilancio totale in carriera di 199 presenze nei campionati della Football League. Termina in realtà la carriera due anni più tardi, nel 1952, dopo un biennio trascorso con il doppio ruolo di allenatore e giocatore con i semiprofessionisti del Weymouth.

### Allenatore
Dopo la già citata esperienza al Weymouth, tra il 1952 ed il 1959 allena in terza divisione, sulla panchina dei londinesi del QPR. Nell'estate del 1959 viene invece ingaggiato dal Leeds Utd, club di prima divisione; conclude la stagione 1959-1960 con un penultimo posto in classifica, retrocedendo quindi in seconda divisione. Si dimette poi il 13 marzo 1961, con la squadra che si trovava nei bassifondi del campionato di seconda divisione: si tratta peraltro del suo ultimo incarico in carriera, visto che all'età di 47 anni decide di lasciare completamente il mondo del calcio.

## Palmarès

### Giocatore

#### Competizioni nazionali
- Campionato inglese di seconda divisione: 1

Wolverhampton: 1931-1932
- Third Division South: 1

Hull City: 1949-1950